# سونيا غوتيريز
سونيا غوتيريز (بالإسبانية: Sonia Gutiérrez)‏ هي فنانة تشكيلية كولومبية، ولدت في 1947.